# Krzysztof Trofiniak
Krzysztof Jacek Trofiniak (ur. 15 listopada 1961 w Legnicy) – polski menedżer. Prezes Polskiej Grupy Zbrojeniowej w latach 2024–2025.

## Życiorys
W 1988 ukończył studia na Wydziale Mechanicznym Politechniki Wrocławskiej, oraz w 2003 na Akademii Ekonomicznej w Krakowie – na kierunku Ekonomika i Zarządzanie.
Od początku kariery zawodowej w latach 1989–2015, pracował w Hucie Stalowa Wola S.A. Pracę rozpoczął jako konstruktor w Ośrodku Badawczo – Rozwojowym Maszyn Ziemnych i Transportowych. Potem był głównym konstruktorem i szefem biura konstrukcyjnego. Był zastępcą dyrektora, a następnie pełnił funkcję dyrektora ds. rozwoju konstrukcji, w Ośrodku Badawczo – Rozwojowym Maszyn Ziemnych i Transportowych w Stalowej Woli.
W latach 2008–2015 był członkiem zarządu – dyrektorem handlowym, szefem Biura Technicznego Przygotowania Produkcji w HSW, oraz dyrektorem ds. produkcji i techniki w HSW – Trading, następnie pełnił funkcję prezesa, dyrektora generalnego HSW. Kierował spółką handlową Dressta, a potem szefował spółce Trading, zajmującej się montażem ładowarek i spychaczy.
W okresie zarządzania HSW S.A. odbudował pozycję zakładu w polskiej zbrojeniówce. Nadzorował i realizował procesy pozyskiwania i wdrożenia kluczowych dla dalszego rozwoju firmy prac badawczo – rozwojowych, AHS Krab, M120 Rak, AHS Kryl, BWP Borsuk i inne. Był jednym z twórców koncepcji utworzenia Polskiej Grupy Zbrojeniowej S.A.. W latach 2014–2015 pełnił funkcję członka zarządu Polskiej Grupy Zbrojeniowej, gdzie odpowiadał za nadzorowanie prac badawczo – rozwojowych, produkcyjnych i handlowych oraz współpracę w obszarze artylerii lufowej i rakietowej, obrony przeciwlotniczej i przeciwrakietowej oraz amunicji i rakiet.
W latach 2008–2015 był członkiem zarządu i przewodniczącym Zarządu Związku Pracodawców Przedsiębiorstw Przemysłu Obronnego i Lotniczego.
Od 2017 pełnił funkcję prezesa zarządu, dyrektora naczelnego Fabryki Maszyn Lubaczów.
Od 25 marca 2024 do 2 kwietnia 2025 był prezesem Polskiej Grupy Zbrojeniowej.

## Kontrowersje
W okresie jego prezesury w HSW S.A. w latach 2008–2015 do upadłości zostały doprowadzone cztery spółki - córki HSW: HSW Zakład Transportu sp. z o.o., HSW Elektrotechnika i Automatyka sp. z o.o., HSW Zakład Zespołów Mechanicznych sp. z o.o. oraz HSW Zakład Zespołów Napędowych sp. z o.o.”
Na początku 2012 roku dokonał prywatyzacji części cywilnej Huty Stalowa Wola S.A., która specjalizowała się w produkcji maszyn budowlanych. Za 300 mln zł kupił ją chiński koncern Liu Gong, Firmie nadano nazwę Liu Gong Dressta Machinery Poland.
Chińczycy deklarowali, że nie będzie redukcji zatrudnienia, ale dyscyplina w zakładzie będzie musiała się zwiększyć. Twierdzili także, że w Stalowej Woli urządzą nowoczesne centrum badawczo-rozwojowe, które będzie specjalizować się w innowacjach dla przemysłu maszyn budowlanych”
Centrum nie powstało, a w 2023 Liu Gong wyprowadził produkcję maszyn budowlanych ze Stalowej Woli do Chin.